# Thailändische Kunst
Die Thailändische Kunst (Thai: ศิลปะไทย), also die Kunst Thailands, hat vielerlei charakteristische Eigenschaften, die sie leicht unterscheidbar machen von der Kunst der südostasiatischen Nachbarländer. Sie hat lange im Schatten der Meisterwerke Chinas, Indiens und später auch Kambodschas gestanden, und war selbst im 20. Jahrhundert in den großen Museen des Westens nur spärlich vertreten. Man war dort der Meinung, die thailändische Kunst sei eher von historischem als von künstlerischem Interesse. Erst den Bemühungen von Prinz Damrong und George Coedès, sowie von Kunsthistorikern wie A.B. Griswold und Jean Boisselier war es zu verdanken, dass sie ins rechte Licht gerückt wurde.

## Geschichte
Anders als in westlichen Ländern war es früher nicht das Bestreben thailändischer Künstler, ein individuelles Kunstwerk zu erschaffen, sondern eher eine möglichst originalgetreue Kopie einer seit Generationen überlieferten Vorlage. Ursprünglich waren die Handwerker und Architekten ein dem Militär unterstellter Beruf, ihre Arbeit – die Herstellung von Waffen oder Festungen – etwa vergleichbar mit der der heutigen Ingenieure. Während der Regierungszeit von König Boromatrailokanat wurde das „Gesetz der Militärhierarchie“ erlassen. Hierin wurden die Künstler und Kunsthandwerker im „Ressort der Zehn Künste“ (Thai: กรมช่างสิบหมู่ - Krom Chang Sip Mu) zusammengefasst. Wahrscheinlich gab es ursprünglich allerdings nicht zehn, sondern dreizehn Abteilungen: Maler, Papiermacher, Graveure, Puppenmacher, Modellierer, Stuckateure, Lackierer, Metallschläger, Dreher, Gussformer, Schnitzer, Bildhauer und Zimmerleute. Spätestens im siebzehnten oder achtzehnten Jahrhundert wurden die Künste jedoch der zivilen Seite der Verwaltung zugeordnet.
Heute ist der „Fachbereich der Zehn Künste“ dem Fine Arts Department untergeordnet. Es gibt, wie sein Titel andeutet, zehn Abteilungen:
- Maler und Zeichner (หมู่ช่างเขียน) – Gemälde und Zeichnungen an Wänden, Manuskript-Illustrationen
- Graveure หมู่ช่างสลัก – Herstellen von Flach- und Hochreliefs aus Materialien wie Sandstein, Teakholz, Papier (Scherenschnitt) und Bananenstauden;
- Drechsler หมู่ช่างกลึง – Herstellen von Gegenständen auf der Drehbank (Drechseln), auch: Glasmosaik
- Former หมู่ช่างแกะ – Obst- und Gemüseschnitzereien, Lederfiguren des Schattentheaters
- Modellierer หมู่ช่างปั้น – Gussformer, auch Gold- und Silberschmiede
- Stuckateure หมู่ช่างปูน – Verzieren von Innenräumen, Bauwerken und Giebeldreiecken,
- Lackierer หมู่ช่างรัก – Schwarzgoldlack-Malerei, Perlmutt-Intarsien
- Masken- und Puppenmacher หมู่ช่างหุ่น – Modelle aus Bienenwachs, Khon-Masken, Stabpuppen und Marionetten
- Metallhämmerer หมู่ช่างบุ – Ziselieren und Veredelung von Metallgegenständen
- Metallgießer หมู่ช่างหล่อ – Bronzegießerei von Buddha-Statuen

Bestimmte Künstler, wie Dichter, Maler, Tänzer, Architekten, Musiker und begabte (Kunst-)Handwerker standen bereits in der Ayutthaya-Periode unter dem Patronat des Königs und des Adels. Prinzessin Maha Chakri Sirindhorn setzt diese Tradition fort, indem sie auf dem Gelände des Großen Palastes in Bangkok das Ho-Uthet-Thaksina-Gebäude (หออุเทสทักสินา) zur Verfügung stellte, um dort im so genannten „Royal Craftsmen College“ (โรงเรียนผู้ใหญ่พระตำหนักสวนกุหลาบ, auch „Universität im Palast“, วิทยาลัย ในวังชาย genannt) die Bewahrung und Weitergabe der „Zehn Traditionellen Künste“ zu fördern.

## Einflüsse
Viele Inspirationen und Charakteristika der thailändischen Kunst wurden aus anderen asiatischen Ländern übernommen, insbesondere aus Indien und China, aber auch von den Mon, den Khmer oder von den Singhalesen. Traditionell ist die thailändische Kunst eine buddhistische Kunst, während des größten Teils der thailändischen Kunstgeschichte waren religiöse Motive vorherrschend.

## Kunstschulen
Aus historischen und geographischen Gründen haben sich in Thailand mehrere recht unterschiedliche Kunstschulen entwickelt. Eine historische Einordnung der einzelnen Schulen wird dadurch erschwert, dass sie sich teilweise zeitlich parallel zueinander entwickelt haben. Man unterscheidet heute diese Kunststile:
- Dvaravati (etwa 8.–13. Jahrhundert)
- Srivijaya (etwa 8.–13. Jahrhundert)
- Lopburi (etwa 7.–14. Jahrhundert)
- Sukhothai (etwa 13.–15. Jahrhundert)
- Lan Na (etwa 13.–20. Jahrhundert)
- Ayutthaya (etwa 14.–18. Jahrhundert)
- Rattanakosin (Ende des 18.–20. Jahrhundert)

## Die traditionellen Künste

### Malerei

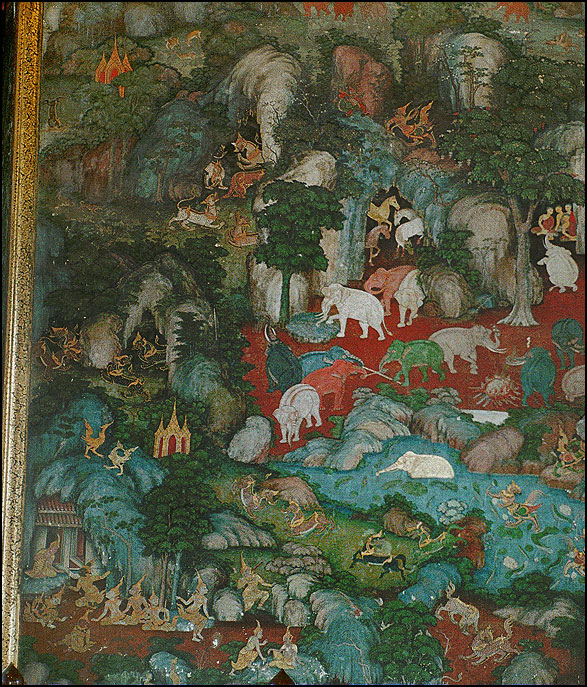
Wandmalerei im Wat Suthat

Die klassische thailändische Malerei beschränkte sich auf die Ausschmückung von Tempeln und Palästen und auf Manuskript-Illustrationen. Mit Malereien wurden die Wände von Tempeln und Palästen verziert, um die Schönheit der von ihnen umgebenen Objekte zu betonen. Im Unterschied zur westlichen Malerei kennt die traditionelle thailändische Malerei keine Perspektive. Alle Figuren wurden zweidimensional dargestellt und ihre Größe in der Darstellung hing von ihrer Bedeutung für das dargestellte Geschehen dar. Motive waren vor allem religiöser Art wie Szenen aus dem Leben Buddhas. Gemalt wurde mit Temperafarben, wobei anfänglich Pigmente in fünf Farben zur Verfügung standen. Die Wandmalereien in den Tempeln Wat Suthat (Bangkok) oder Wat Suwannaram (Thonburi) sind besonders bedeutend.
Zu Beginn des 19. Jahrhunderts begann man, Farbpigmente aus China zu importieren, später wurden chemische Pigmente verwendet. Die Malereien wurden nun farbenfroher. Gleichzeitig hielten westliche Konzepte wie Schatten und Perspektive in die thailändische Malerei Einzug.
Bedeutende Maler der traditionellen Technik sind Fua Hariphitak (เฟื้อ หริพิทักษ์), Chalerm Nakiraks (เฉลิม นาคีรักษ์) oder Sanit Ditthaphan (สนิท ดิษฐพันธุ์), die auch als Nationalkünstler (ศิลปินแห่งชาติ) ausgezeichnet wurden. Zeitgenössische Maler Thailands sind etwa Chakrabhand Posayakrit (จักรพันธุ์ โปษยกฤต) oder Thawan Duchanee (ถวัลย์  ดัชนี).

### Skulpturen

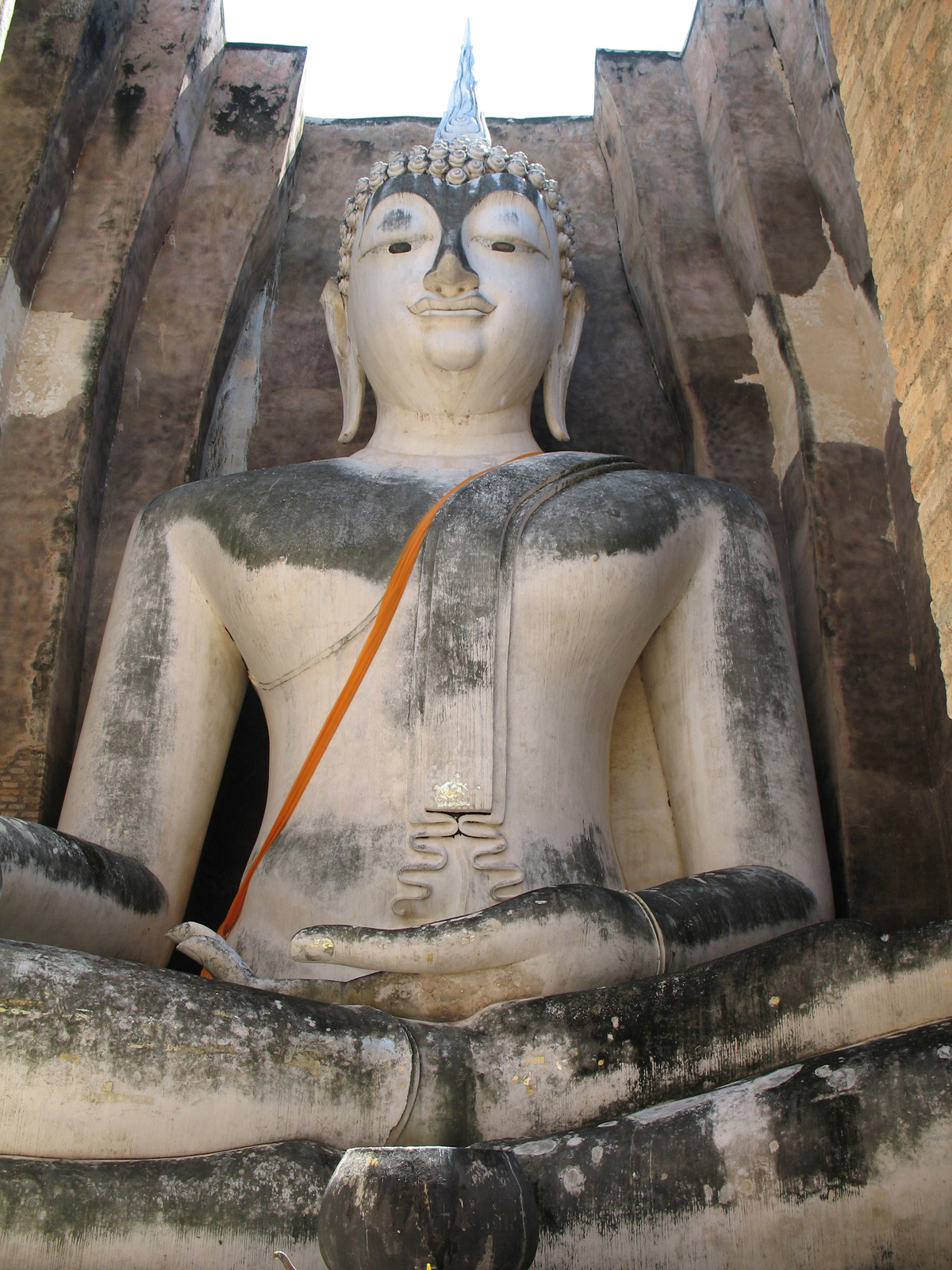
Buddha-Statue im Wat Si Chum, Sukhothai

In der Vergangenheit hatten sich thailändische Bildhauer fast ausnahmslos auf die Herstellung von Buddha-Statuen beschränkt. Diese hatten zum Teil riesige Ausmaße, wie zum Beispiel der sitzende Buddha des Wat Si Chum im Geschichtspark Sukhothai, der von Knie zu Knie 11 m misst; andere waren aber auch daumengroß, um sie als Amulett um den Hals tragen zu können. Etwa im Jahr 1933 gab der italienischstämmige Professor Silpa Bhirasri der thailändischen Bildhauerei einen neuen Aufschwung, als er die Schule der Schönen Künste gründete, die später Teil des Fine Arts Department wurde. Silpa Bhirasri schuf großartige Skulpturen mehrerer thailändischer Könige sowie eine etwa 16 m hohe stehende Buddha-Statue im Phutthamonthon-Park. Zahlreiche moderne Künstler finden in den Parks in Bangkok eine permanente Ausstellungsfläche, wie zum Beispiel Nonthivathn Chandhanaphalin (นนทิวรรธน์ จันทนะผะลิน).

### Theater
Das traditionelle thailändische Theater unterscheidet sich grundlegend von westlichen Theater. Es besteht aus der Rezitation eines Textes durch einen Erzähler, meist von Musik untermalt, während auf der Bühne Pantomimen auftreten oder getanzt wird. Die Schauspieler führen zuweilen einen Sprechgesang auf. Der Stoff für die Stücke entstammt meist den thailändischen Epos Ramakian oder anderen märchenhaften oder fantastischen Legenden.
Von der traditionellen Theaterform Lakhon gibt es zwei Strömungen: Lakhon Nok ist das alte thailändische Volkstheater, während Lakhon Nai nur im königlichen Palast aufgeführt wurde. Die Schauspieler, die meist prachtvolle Kostüme und Masken tragen, stellen ihre Figur mit einer komplizierten Mimik und Tanzfiguren dar, die lange trainiert werden müssen. Eigentümlich ist, dass das Ideal von Weichheit und Geschmeidigkeit des Tanzes durch Überdehnung der Gliedmaßen entgegen den Gelenken erreicht wird. Typisch ist auch das Auftreten eines Spaßmachers, der meist derbe Scherze zur Belustigung des Publikums von sich gibt.
Das traditionelle thailändische Maskenspiel Khon ist bedeutend älter als Lakhon und wurde wahrscheinlich von den Khmer oder anderen indisierten Völkern übernommen. Auch hier wird Ramakian dargestellt und wurde in der Ayutthaya-Zeit ausschließlich von Männern aufgeführt.
Das höfische Schattentheater Nang yai wurde Mitte des 15. Jahrhunderts in die thailändische Kultur eingeführt. Hierbei werden große Platten aus getrockneter Tierhaut, die mehrere Figuren oder Szenen darstellen, von Akteuren vor einer durchscheinenden Leinwand, die von hinten beleuchtet wird, emporgehalten. Auch hier wird ein Text rezitiert und durch ein Orchester untermalt. Nang yai durfte früher nur am Königshof aufgeführt werden und ist heute äußerst selten. In Südthailand wird eine andere Form des Schattentheaters, die Nang talung genannt wird, als Volksunterhaltung gepflegt. Der Name ist aus nang, „Haut“, und talung, verkürzt aus der Herkunftsprovinz Phattalung, zusammengesetzt. Die Figuren sind wesentlich kleiner und werden – wie allgemein üblich – mit Haltestäben hinter der Leinwand geführt.
Diese einst in der thailändischen Gesellschaft tief verwurzelten Kulturformen sind heute durch das Fernsehen weitgehend verdrängt, traditionelle Theaterformen werden – wie beim Lakhon – auf die Bedürfnisse der modernen Stadtbevölkerung zugeschnitten, althergebrachte Aufführungen werden zwecks Kulturpflege nur gelegentlich veranstaltet. Hier nimmt das „Chalermkrung Royal Theatre“ im Bangkoker Stadtteil Phra Nakhon eine Vorreiterrolle ein: 1933 als erstes Kino mit Klimaanlage in Thailand eröffnet, werden hier seit seiner Renovierung im Jahr 1992 häufig traditionelle Khon-Dramen aufgeführt.

### Musik
Die Geschichte der Musik Thailands ist nicht genau zu rekonstruieren. Sie vereint Einflüsse der chinesischen und indischen Musik sowie jener der Khmer und Mon. Bereits die Steininschrift König Ramkhamhaengs berichtet, dass in ganz Sukhothai viel Musik erklang. Auch im Ayutthaya des 15. Jahrhunderts war Musik in der Bevölkerung außerordentlich populär. Die klassische thailändische Musik klingt für das westliche Ohr ungewohnt, da die Oktave in sieben gleich große Tonschritte unterteilt wird. Die Melodien sind zudem motivisch aufgebaut, was viele Passagen sich wiederholend erscheinen lässt. Es gab in Thailand niemals eine Notation, die Musiktradition wurden durch Hören und Nachahmen weitergegeben.
Die wichtigste Orchesterform Thailands war das Pi Phat, das für die Begleitung von Bühnenstücken bestimmt war und in seiner Grundform aus einem Holzblasinstrument (pi nai), einem Xylophon, zwei Gong-Sets und einer Taphon-Trommel besteht. Die Musik des Pi Phat ist im Westen am bekanntesten. Eine weitere bedeutende Orchesterform ist das Khrueang Sai, bestehend aus Holzblasinstrument, Saiteninstrumenten (so duang, so u, chakhe), Tamburinen sowie Becken. Das Mahori entspricht dem kambodschanischen Mohori, es begleitete typischerweise Gesang und hatte die gleiche Besetzung wie das Khrueang Sai plus Xylophon, Metallophon und Gongkessel.
Nach 1932 wurde thailändische Musik vermehrt mit westlichen Instrumenten gespielt. Westlich geprägte Musik hat die klassische thailändische Musik bis heute weitgehend verdrängt. Kommerzielle thailändische, asiatische und westliche Popmusik ist allgegenwärtig, während die traditionelle Musik als Kulturerbe gepflegt und erhalten wird. Hier ist etwa Prinzessin Maha Chakri Sirindhorn engagiert, während der amtierende König Jazz-Musiker ist.
In der Nordostregion lebt das kulturelle Erbe der laotischstämmigen Bevölkerung unter anderem in der typischen Mor-Lam-Musik fort.

## Die dekorativen Künste

### Nielloware
Es ist im Westen nahezu unbekannt, dass es in Thailand eine jahrhundertealte Tradition gibt, Gegenstände mit Niello zu verzieren. Die erste schriftliche Erwähnung erfolgte im Familiengesetz, das in der Regentschaft von König Boromatrailokanat (reg. 1448–1488) geschrieben wurde. Niello-Gegenstände spielten auch eine große Rolle am Hofe von König Narai. Die Hauptproduktionsstätten waren in der Ayutthaya-Periode – neben Ayutthaya selber – die Städte Ubon Ratchathani und Chanthaburi, sowie Nakhon Si Thammarat in Süd-Thailand. Nakhon Si Thammarat ist heute das Zentrum der thailändischen Niello-Produktion.

### Lackarbeit
Die Kunst der Lackarbeit kam wahrscheinlich über China und Birma nach Thailand. In den vergangenen Jahrhunderten konnten sich jedoch typisch thailändische Techniken und Designs entwickeln.
Das Werkstück besteht im Ausgangszustand aus einem fein gewebten Geflecht aus Bambus oder einem durch Schnitzerei oder einer Drehbank in die gewünschte Form gebrachten Holzstück. Darauf wird zunächst eine Schicht aus der Asche von verbrannten Reisspelzen oder auch feinem Ton aufgebracht. Darauf wird Schicht für Schicht Der Lack aufgetragen. Dabei handelt es sich um den Latex eines Baumes aus der Familie der Anakardiazeen (Melanorrhoea usitata), dem so genannten rak yai (รักใหญ่). Er darf nicht mit dem Schellack verwechselt werden, den parasitäre Insekten gewisser Bäume in Indien und Südostasien produzieren.

### Perlmutt-Einlegekunst

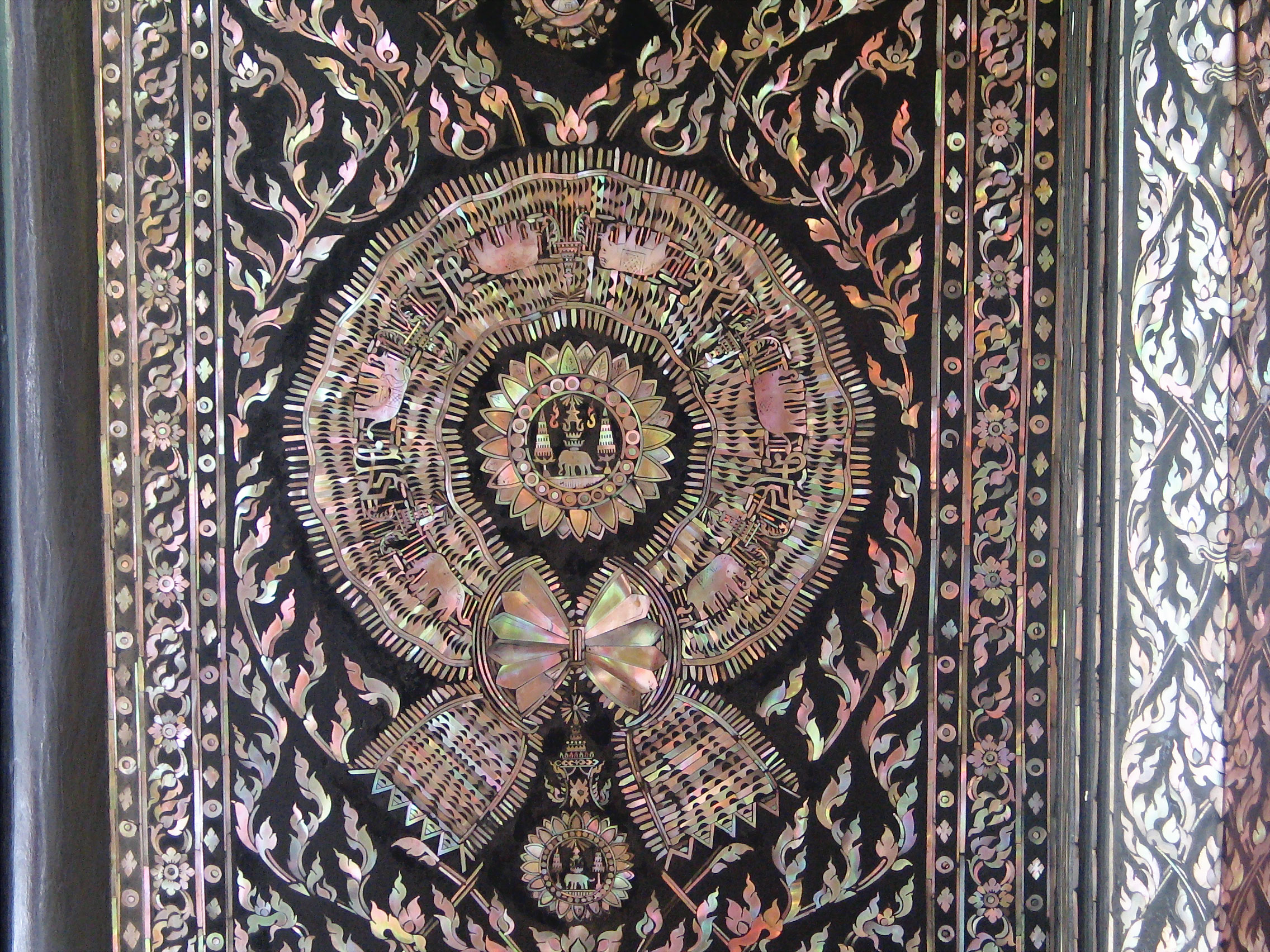
Perlmutteinlegearbeit, Eingangstür im Wat Ratchabopit

Auch die Perlmutt-Einlegekunst hat eine lange Tradition in Thailand. Bereits während der Dvaravati-Zeit wurden verschiedenfarbige Mosaikstücke aus Perlmutt zur Dekoration verwendet. Weitere heute bekannte Kunstwerke sind die großen Flügeltüren, die sich heute im Ho Phra Monthian Tham (Dhamma-Bibliothek) im Wat Phra Kaeo befinden. Sie wurden „am 13. Tag des zunehmenden Mondes im 10. Monat des Jahres 2299“ (1757 A.D.) von König Borommakot in Auftrag gegeben. Viele weitere Türen und auch Fensterläden in anderen Gebäuden des Wat Phra Kaeo wurden in der Regierungszeit von König Phra Phutthayotfa Chulalok (Rama I.) hergestellt.

### Töpferei

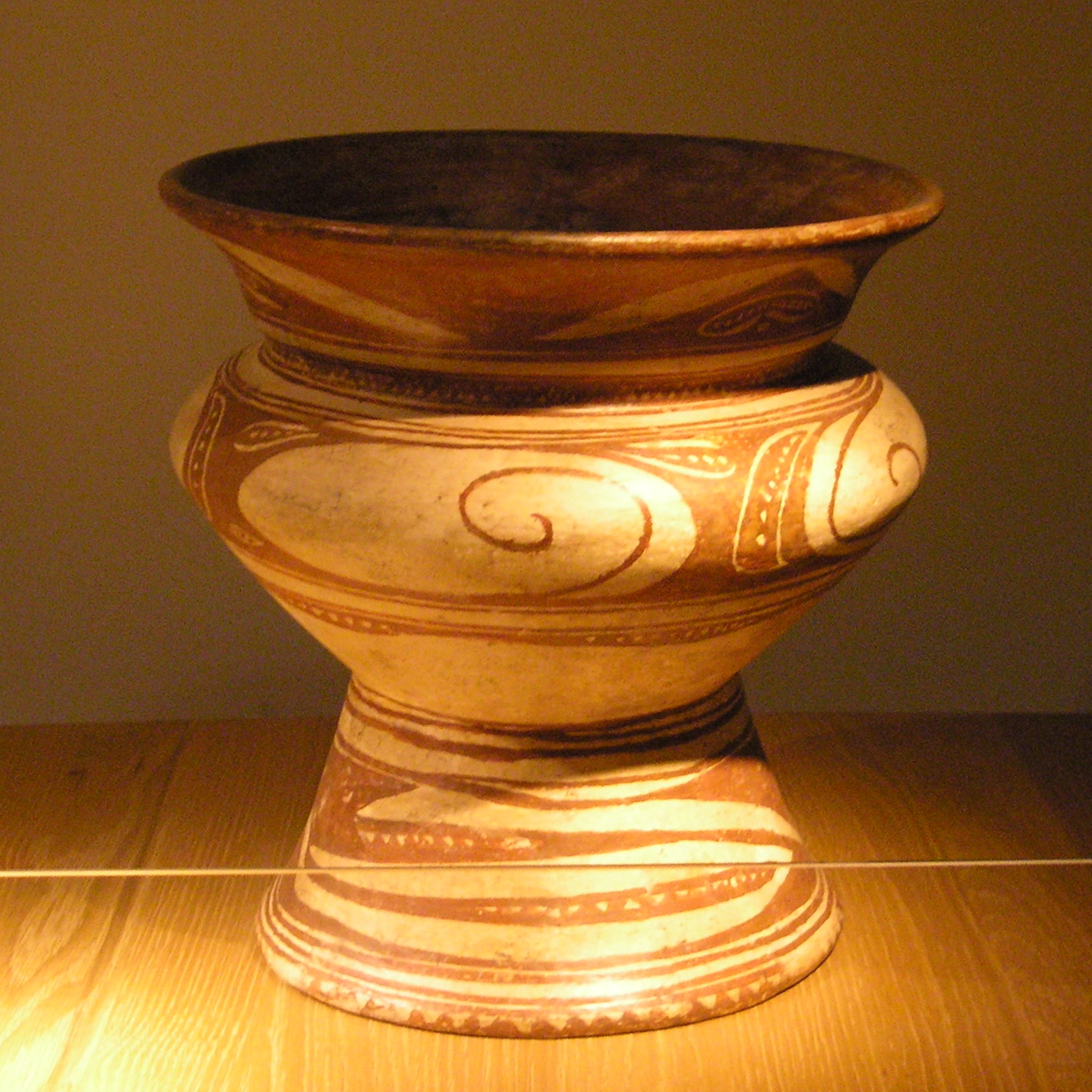
Ban-Chiang-Töpferei

Modern anmutende Töpferwaren wurde nahe dem Dorf Ban Chiang gefunden. Sie wurden auf etwa 2500 v. Chr. datiert. Einen weiteren Höhepunkt hatte thailändische Töpferei im 13. Jahrhundert, als der Herrscher Sukothais 300 Töpfer aus China ins Land holen ließ. In der Folge wurden die Erzeugnisse nach ganz Südostasien exportiert. Heute gibt es in Thailand zahlreiche regional verschiedene Stilrichtungen der Töpferkunst.

### Silberware
Das Zentrum der thailändischen Silberschmiedekunst liegt in Nordthailand, mit Chiang Mai als der berühmtesten Stadt. Silberschmiede verzierten nicht nur Schwerter und Kisten und Kästen aller Größen, sie stellen auch Schmuck und Alltagsgegenstände her, wie zum Beispiel Trinkgefäße.

### Webkunst
Die Weberei, besonders die Seidenweberei, ist in der Kultur der Bewohner Nordostthailands tief verwurzelt. Sie erlebte einen vorübergehenden Niedergang, nachdem billigere Seide aus China und Japan importiert wurde. Heute werden Spezialitäten wie Mudmee-Seide oder Brokat mit eingewebten Gold- und Silberfäden hergestellt, die hohes Können erfordern, hohe Preise erzielen und von den Käufern für spezielle Anlässe verwendet werden. Seidenstickereien haben bei einigen der sogenannten Bergvölker, speziell den Yao und Hmong, eine lange Tradition. Dem US-amerikanischen Unternehmer Jim Thompson ist es zu verdanken, das die Qualität und Produktionsmenge der thailändischen Seide ab den 1950er-Jahren gesteigert wurde. Die Prinzessinmutter Srinagarindra unterstützte die Bergvölker über ein Hilfsprojekt für die Seidenproduktion.